# Закарбаал
Закарбаал — цар міста-держави Бібл у 1-й пол. XI ст. до н. е.

## Життєпис
Про батьків відомості відсутні. Водночас сам Закарбаал згадує, що його дід і батько (відома лише друга частина його імені -баал) були царями Біблу. Напевне, він походив з Тйеккерської династії. Проте вважають, що дід і батько Закарбаала мали також статус рабіцу й підкорялися Єгипту.
Основні відомості про нього містяться в давньоєгипетському папірусі «Подорож Унуамона». Фіванський жрець Унуамон приблизно в 1070—1066 роках до н. е. за наказом Герігора, верховного жерця Амона і фактичного правителя Верхнього Єгипту вирушив до Біблу для отримання кедра для виготовлення священної лодії бога Амона. З цього дослідники роблять висновок, що Бібл за часів Закарбаала став найбільшим центром заготівлі та торгівлі кедром.
Втім цар Бібла 29 діб протримав Унуамона у порту, а потім наказав залишити межі свого царства. Він заявив: «Що я раб?» Тому став вимагати сплату за надання деревини й роботи з її доправлення до Нілу. Водночас намагаючись зберегти торговельні відносини відмовив посланцям тйеккерів видати їм Унуамона.
З аналізу «Подорожі Унумона» вчені роблять висновок, що Дора, ключове місто тйеккерів, визнавало зверхність Біблу. Крім того, в Сідоні розташовувалася база біблських військових суден, що також може свідчити про зверхність біблського царя над сідонським.
Висловлюється думка, що Закарбаал здобув самостійність невдовзі після ассирійської навали царя Тукульті-апал-Ешарри I, від кого зумів відкупитися. Разом з тим скористався з послабленням впливу Єгипту в Палестині і Фінікії, а потім й розпадом його.
З інших джерел відомо, що Закарбаал спирався на допомогу мовада (ради старійшин), вага якого за його панування зросла. Напевне цар не бажав вступати у конфлікт із знаттю, надавши їй ширші повноваження.
Вважається, що невдовзі після смерті Закарбаала його рід зазнав занепаду, що призвело до захоплення влади Ахірамом.